# Pierre Cormon
Pierre Cormon (Ambilly, 3 settembre 1965) è uno scrittore e giornalista svizzero.
 e ha pubblicato alcuni libri in francese, inglese e portoghese brasiliano, tra cui Swiss Politics for Complete Beginners..
.

## Biografia
È stato delegato del Comitato internazionale della Croce Rossa e ha studiato l'oud al Cairo sotto la guida del grande maestro iracheno Naseer Shamma. Da questa esperienza trae spunto per il suo romanzo Le Traître. È stato anche giornalista presso Le Nouveau Quotidien e Le Journal de Genève, i due giornali che hanno dato vita a Le Temps, e La Liberté. Attualmente lavora per Entreprise romande.

## Opere
- Le Génie de l'aubergine,racconti, Atelier du poisson soluble, 1997, ISBN  9782950456854
- Les Mémoires de Satan, racconti, Atelier du poisson soluble, 2005, ISBN  9782913741331
- Le Traître, romanzo, Slatkine, 2010, ISBN  9782832103913
- Swiss Politics for Complete Beginners, saggio, Slatkine, 2014, ISBN  9782832106075
  - La politique suisse pour les débutants, saggio, Éditions Slatkine, 2016 ISBN  9782832107539
- O Grande Dia, romanzo, Quixote + Do, 2024, ISBN  978-8566256918